# شهرداری بیلو پولیه
شهرداری بیجلو پولجه (به لاتین: Bijelo Polje Municipality) یک منطقهٔ مسکونی است که در مونته‌نگرو واقع شده‌است. شهرداری بیجلو پولجه ۹۲۴ کیلومتر مربع مساحت و ۴۲٬۱۹۱ نفر جمعیت دارد.